# Huang Binhong

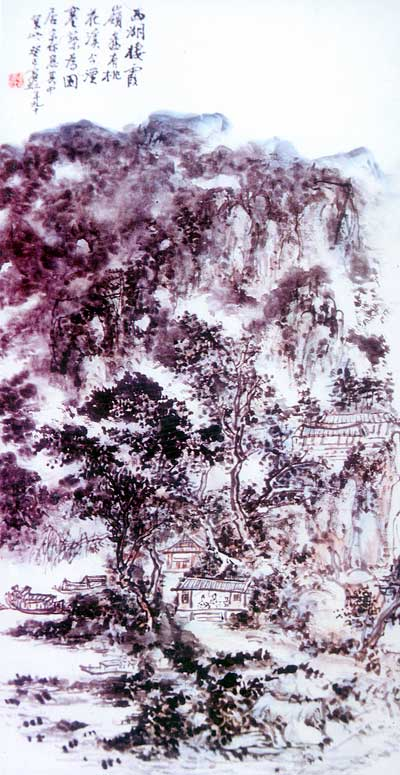
Obra d'Huang Binhong

Huang Binhong (xinès simplificat:黄宾虹; xinès tradicional: 黃賓虹; pinyin: Huáng Bīnhóng) fou un pintor xinès contemporani i teòric de l'art que va viure sota la darrera dinastia imperial, la dinastia Qing, durant la Primera República de la Xina i en els inicis de la República Popular (instaurada pel nou règim comunista). Va néixer a Jinhua, província de Zhejiang, a l'est de la Xina el 1864 (altres fonts indiquen l'any 1865) i va morir el 25 de març de 1955.
La seva família era gent benestant. Era el net de Huang Fenliu. Aviat, quan era un nen encara, es va iniciar en l'àmbit de la pintura. De jove va anar a diversos lloc del país com Yangzhou, Xangai, Pequín i Hangzhou. Va ser professor en diferents centres artístics i va arribar tenir una escola pròpia on va impartir classes. Va ser un directiu de l'Associació d'Artistes. Fou un opositor a la dinastia manxú. Quan va complir 90 anys fou guardonat i reconegut com a “pintor del poble”. Huang i Qing Baish van ser coneguts com a Huang del Sud i Qi del Nprtd, respectivament.
Dins del corrent derivat de l'estil dels lletrats, a Huang Binhong se'l considera un innovador si bé que inspirat en els grans mestret del passat, experimentant amb tècniques tradicionals i incorporant noves idees. Va ser cèlebre pels seus paisatges a mà alçada on es pot observar com pinta capa a capa, amb pinzellades potents, amb ombrejats. És autor de diversos estudis com “Orígens dels pintors de la Muntanya Groga”, “Converses sobre pintures”, “Un esquema de pintures xineses i “Visió de segells antics” (Huang fou un col·leccionista d'aquest objectes). Entre les seves obres cal mencionar La “Muntanya Zhixing” (que es troba a Souzhou). Poc després de la seva mort se li va dedicar un museu a Hangzhou.